# Аркејта (Калифорнија)
Аркејта (енгл. Arcata) град је у америчкој савезној држави Калифорнија. По попису становништва из 2010. у њему је живело 17.231 становника.

## Демографија
Према попису становништва из 2010. у граду је живело 17.231 становника, што је 580 (3,5%) становника више него 2000. године.
| Група             | 2000.          | 2010.          |
| Белци             | 13.538 (81,3%) | 13.153 (76,3%) |
| Афроамериканци    | 259 (1,6%)     | 351 (2,0%)     |
| Азијати           | 378 (2,3%)     | 454 (2,6%)     |
| Хиспаноамериканци | 1.202 (7,2%)   | 2.000 (11,6%)  |
| Укупно            | 16.651         | 17.231         |